# Sycerika McMahon
Sycerika McMahon (Portaferry, Reino Unido, 11 de abril de 1995) es una deportista irlandesa que compitió en natación, especialista en el estilo braza.
Ganó una medalla de plata en el Campeonato Europeo de Natación de 2012 y una medalla de bronce en el Campeonato Europeo de Natación en Piscina Corta de 2012, en la prueba de 50 m braza.

## Palmarés internacional
| Campeonato Europeo                  | Campeonato Europeo | Campeonato Europeo | Campeonato Europeo |
| Año                                 | Lugar              | Medalla            | Prueba             |
| ----------------------------------- | ------------------ | ------------------ | ------------------ |
| 2012                                | Debrecen (Hungría) | Medalla de plata   | 50 m braza         |
| Campeonato Europeo en Piscina Corta |                    |                    |                    |
| Año                                 | Lugar              | Medalla            | Prueba             |
| 2012                                | Chartres (Francia) | Medalla de bronce  | 50 m braza         |